# خسرو (آذربایجان)
خسرو (به لاتین: Xosrov) یک منطقه مسکونی در جمهوری آذربایجان است که در شهرستان آق‌داش واقع شده‌است. خسرو ۱۷۸۳ نفر جمعیت دارد.